# Le Watzmann
Le Watzmann (en allemand : Der Watzmann) est une peinture à l'huile de Caspar David Friedrich réalisée en 1824 et 1825, à l'époque du romantisme. Il représente le massif du Watzmann depuis Berchtesgaden au nord-est. Il s'agit d'une des plus grandes œuvres du peintre. Il a été acquis en 1937, dans des circonstances problématiques (voir ci-après) par la Alte Nationalgalerie de Berlin où il est actuellement exposé.

## Contenu et interprétation
Bien qu'il n'ait jamais séjourné dans les Alpes, Caspar David Friedrich montrait un grand intérêt pour les massifs montagneux. Sa représentation du Watzmann étonnamment proche de la réalité s'inspire d'une étude à l'aquarelle que son élève Johann August Heinrich avait réalisée en 1821, un an avant sa mort en Italie. Friedrich connaissait également la représentation du Watzmann de Ludwig Richter, actuellement exposée à la Neue Pinakothek de Munich, qui délivre un point de vue « idyllique et magique », que beaucoup de collègues artistes de l'époque du romantisme considéraient comme essentiel ce que Friedrich rejetait. Le point de vue de son tableau est situé au nord est de la montagne, le soleil est au sud ouest et éclaire le versant ouest. La stricte composition de Friedrich est constituée de triangles, qui représentent des sommets toujours plus hauts dans la profondeur du paysage. Les points culminants sont deux pics ensoleillés. L'éclairage, du noir le plus profond des crevasses au premier plan sur la gauche, au blanc pur du plus haut sommet attire l'œil vers le haut, vers le divin. Dans le centre de l'image, une petite « île » de roche stratifiée est animée d'une couverture d'herbe, de petits arbres et arbustes qui fait contraste avec la mer de rochers inertes. À cet effet, Friedrich a utilisé un dessin qu'il avait réalisé en 1811 lors d'un voyage dans le Harz et qui est aujourd'hui perdu. Selon Wieland Schmied, le conservateur de la Nationalgalerie (décédé en 2014), des esquisses du Riesengebirge sont intégrées dans le tableau.
Ludwig Richter comparait la peinture paysagère avec la musique dans laquelle la « fantaisie, la totalité de l'esprit humain sont stimulées et se déploient dans les belles contrées.
Caspar David a dépassé cette vision romantique, en exigeant selon sa conception ambitieuse de la peinture une image qui veut représenter la grandeur et l'inaccessibilité de l'essence divine ; il a écrit : « L'art n'est pas l'artiste mais ce à quoi il doit aspirer ! L'art est infini, le but de tous les artistes, toutes les connaissances, tous les savoirs » L'historien de l'art, connaisseur de l'œuvre de Friedrich, Helmut Börsch-Supan voit dans le Watzmann de Friedrich un symbole de Dieu « comme souvent au début XIXe siècle ». « La glace éternelle du glacier est un équivalent de l'éternité de Dieu. » Friedrich n'a jamais séjourné dans les Alpes ; il transformait plusieurs dessins et esquisses de différents massifs et s'inspirait aussi d'autres artistes.

## Provenance
Le tableau a appartenu après 1832 au sénateur Carl Friedrich Pogge de Greifswald, puis, plus tard, par héritage, à Adolf Gustav Barthold Georg von Pressentin (1814–1879) de Rostock. Après la mort de ce dernier, il est devenu la propriété du collectionneur d'art juif Martin Brunn de Berlin, qui, sous la pression nazie, a été contraint de le vendre pour 25 000 reichsmarks à la Nationalgalerie afin de pouvoir financer la fuite de sa famille aux États-Unis. Hitler accorda 10 000 marks pour le tableau dans l'intention de l'exposer à son domicile sur l'Obersalzberg près de Berchtesgaden, à proximité du massif du Watzmann, mais l'État considéra le produit de la vente comme le soi-disant « Prélèvement sur le patrimoine juif » ((de)Judenvermögensabgabe). En 2002 la Fondation Preußischer Kulturbesitz s'entendit avec les héritiers ; la DeKaBank a acheté le tableau par l'intermédiaire de la Fondation artistique des Länder ((de) Kulturstiftung der Länder) a un prix légalement inférieur à celui du marché et l'a mis à disposition de la Nationalgalerie de Berlin sous forme d'un prêt de longue durée.

## Source de la traduction
- (de) Cet article est partiellement ou en totalité issu de l’article de Wikipédia en allemand intitulé « Der Watzmann (Gemälde) » (voir la liste des auteurs).